# Encephalartos nubimontanus
Encephalartos nubimontanus är en kärlväxtart som beskrevs av P.J.H. Hurter. Encephalartos nubimontanus ingår i släktet Encephalartos och familjen Zamiaceae. Inga underarter finns listade i Catalogue of Life.